# Alpujarra Almeriense
Alpujarra Almeriense és una comarca andalusa situada a la província d'Almeria, que limita al nord amb Los Filabres-Tabernas, al sud amb Poniente Almeriense a l'est amb la Comarca Metropolitana de Almería i a l'oest amb l'Alpujarra Granadina. Té una extensió de 818 km² i 15.657 habitants, i la població principal és Alhama de Almería.